# Balitora elongata
Balitora elongata är en fiskart som beskrevs av Chen och Li, 1985. Balitora elongata ingår i släktet Balitora och familjen grönlingsfiskar. IUCN kategoriserar arten globalt som otillräckligt studerad. Inga underarter finns listade.